# Proechimys chrysaeolus
Proechimys chrysaeolus és una espècie de mamífer rosegador de la família de les rates espinoses. És endèmica de l'est de Colòmbia, on viu a altituds d'entre 100 i 500 msnm. Es tracta d'un animal nocturn, terrestre i solitari que s'alimenta de llavors, fruita, fulles i insectes. El seu hàbitat natural són els boscos primaris. Es desconeix si hi ha cap amenaça significativa per a la supervivència d'aquesta espècie, tot i que el seu entorn natural és afectat per la mineria i l'agricultura.